# Open Your Mouth for the Speechless...In Case of Those Appointed to Die
Albums de A Life Once Lost
The Fourth Plague: Flies
(2003)
Open Your Mouth for the Speechless...In Case of Those Appointed to Die est le premier album studio du groupe de Metalcore Américain A Life Once Lost. L'album est sorti au cours de l'année 2000 sous le label Robotic Empire et sa ré-édition est sortie le 1er juin 2004 sous le même label.
L'album a été ré-édité au cours de l'année 2004 en incluant trois titres supplémentaires, dont un titre joué en live, The Dead Sea, qui provient de leur plus récent EP, The Fourth Plague: Flies et deux titres en studio qui figurent également sur cet EP.

## Composition
- Robert Meadows - Chant
- Robert Carpenter - Guitare
- Vadim Taver - Guitare
- Richard Arnold - Basse
- T.J. De Blois - Batterie
- Justin Graves - Batterie

## Liste des morceaux
1. Joan Said Please 4:17
2. This Is What She Calls Home 3:27
3. The Introduction 1:29
4. Almost Perfect But I Failed 2:43
5. Gentle & Elegant 5:00
6. A Falls River Farewell 3:20
7. Everything Becomes Still 4:18
8. Just Before His Crucifixion 2:43
9. Why Do You Make Me Bleed 3:58

### Titres de la version 2004
1. Prepare Yourself for What Is About to Come 3:05
2. The Tide 2:56
3. The Dead Sea 2:37 (live)